# 1063
Cette page concerne l'année 1063  du calendrier julien.
L'année 1063 est une année commune qui commence un mercredi.

## Évènements
- 30 mars[1] : mort de Renzong, empereur song de Chine. Yingzong lui succède (fin de règne en 1067). Dès le 7 avril, il envoie une ambassade au roi du Đại Việt Lý Thánh Tông[2].

- 4 septembre : mort de Toghrul-Beg sultan seldjoukide de Bagdad. Son neveu Alp Arslan (« le Lion blanc ») lui succède (fin de règne en 1072)[3]. Il élimine ses compétiteurs Kavurd du Kerman et Kutulmuch (1064)[4].
  - Le vizir persan Nizãm al-Mulk (« Ordre du Royaume », 1018-1092) consolide le pouvoir des Seldjoukides, qui se consacrent aux opérations militaires et lui abandonnent l’administration. Il s’entoure de fonctionnaires originaires du Khorasan et entretient de bons rapports avec le calife et son entourage[5]. L’armée des Seldjoukides tient sa force de la mobilité de sa cavalerie (de 46 à 70 000 hommes). Pour l’entretenir, le système de l’iqtâ (concessions) est étendu[6].
  - Suppression du service de la poste dans l'empire abbasside par les Seldjoukides[7].

- Les Almoravides de Youssef Ibn Tachfin prennent Fès, puis conquièrent le Maroc et l’ouest Algérien (fin en 1082)[8].

### Europe
- 27 février[9] : Hoël, fils du comte de Cornouaille Alain Canhiart, devient comte de Nantes à la mort de sa mère Judith de Nantes.

- 8 mai : Ramire Ier d'Aragon est battu et tué lors du siège de Graus, ce qui déclenche la « croisade » de Barbastro[10]. Des troupes venues de Catalogne, de France et d'Italie (Ermengol III d'Urgell, Guillaume VIII d'Aquitaine, Thibaut de Chalon, les Normands de Robert Crispin, peu probablement Guillaume de Montreuil) interviennent en Espagne dans la Reconquista, à l'appel du pape. Le passage de l'armée croisée donne lieu à des massacres de Juifs, auxquels s'opposent les évêques, notamment celui de Narbonne. Barbastro, dans la vallée de l’Èbre, est prise en août 1064. La ville redevient musulmane l'année suivante[11]. De 1063 à 1120, plus de 20 expéditions françaises viendront en aide aux chrétiens espagnols.
  - Sanche Ier Ramirez (1043-1094) devient roi d’Aragon (fin de règne en 1094).
- 7 juin, Pentecôte : une querelle de préséance entre l’évêque de Hildesheim Hezilo et l’abbé de Fulda Widerad dégénère en affrontement sanglant à Goslar, en présence de l’empereur Henri IV[12].

- Juin[13] : Roger de Hauteville remporte une victoire sur les musulmans de Sicile à Cerami[14].

- Juillet à août : Béla Ier, roi de Hongrie, mène une campagne contre l'empereur Henri IV aux frontières occidentales de la Hongrie. Il meurt des suites d'une chute de cheval. À la fin de l'année, l'empereur intervient en Hongrie et place sur le trône Salomon Ier (1051-1087), fils d’André Ier (fin de règne en 1074)[15]. Il doit lutter contre les fils de Béla, un temps réfugiés en Pologne. Géza obtient le titre de duc à la suite d'un accord passé le 20 janvier 1064[16].

- 18 août : raid de Pise contre Palerme[17].

- 21 décembre : le Panthéon des rois, construit à León sur ordre de Ferdinand Ier, est consacré sous le vocable de saint Isidore de Séville[18].

- Baudouin V de Flandre convoque une assemblée à Audenarde où il partage ses États entre ses deux fils, Baudouin VI et Robert le Frison[19]. Gertrude de Saxe épouse Robert le Frison qui devient régent du comté de Hollande[20].
- Prise du Mans et capitulation de Geoffroy II, assiégé dans le château de Mayenne. Guillaume de Normandie fait la conquête du comté du Maine[21].
- Le pape Alexandre II déclare juste la lutte « contre ceux qui persécutent les chrétiens et les chassent de leurs villes » et accorde le pardon de leurs fautes aux combattants. Le roi d’Aragon et le comte normand Roger Ier de Sicile deviennent des « fidèles de saint Pierre » à la suite de leurs luttes contre les musulmans[22].
- Lanfranc est nommé premier abbé de l’abbaye de Saint-Étienne fondée à Caen par Guillaume II de Normandie. Anselme le remplace comme pieur à l’abbaye du Bec[23].